# Sköldpaddor hela vägen ner
Sköldpaddor hela vägen ner (originaltitel: Turtles All the Way Down) är en ungdomsroman av John Green som publicerades 2017. Sköldpaddor hela vägen ner är Greens första bok sedan dundersuccén "Förr eller senare exploderar jag" (originaltitel: The Fault In Our Stars).

## Handling
Boken handlar om Aza Holmes som är 16 år gammal och lider av tvångssyndrom. När en miljardär plötsligt försvinner försöker Aza och hennes bästa vän Daisy Ramire lösa fallet för att få en belöning på 100 000 dollar. På vägen möter hon miljardärens son, Davis Pickett, som hon inleder en relation med.